# Helen Hoffmann
Helen Hoffmann (7 febbraio 2002) è una fondista tedesca.

## Biografia
Helen Hoffmann, attiva dal dicembre del 2018, ai Mondiali juniores di Lahti/Vuokatti 2021 ha vinto la medaglia di bronzo nella 15 km e a quelli di Zakopane/Lygnasæter 2022 ha conquistato la medaglia d'oro nella 15 km e quella di bronzo nella staffetta; ha esordito in Coppa del Mondo il 2 dicembre 2023 a Gällivare in una 10 km (28ª) e ai Campionati mondiali a Trondheim 2025, dove ha vinto la medaglia di bronzo nella staffetta e si è classificata 16ª nella sprint e 12ª nello skiathlon. Non ha preso parte a rassegne olimpiche.

## Palmarès

### Mondiali
- 1 medaglia:
  - 1 bronzo (staffetta a Trondheim 2025)

### Mondiali juniores
- 3 medaglie:
  - 1 oro (15 km a Zakopane/Lygnasæter 2022)
  - 2 bronzi (15 km a Lahti/Vuokatti 2021; staffetta ad Zakopane/Lygnasæter 2022)

### Coppa del Mondo
- Miglior piazzamento in classifica generale: 34ª nel 2025